# ファーガス・ミラー
サー・ファーガス・グラハム・バーソロミュー・ミラー（Sir Fergus Graham Burtholme Millar, 1935年7月5日 - 2019年7月15日）は、イギリスの古代ギリシア・ローマ史学者。1976年にイギリス学士院フェローに選出されると、オックスフォード大学のキャムデン記念古代史教授（1984年–2002年）を務め、2010年にはナイト・バチェラーに叙任された。
古典の分野で2005年にイギリス学士院よりケニオンメダルを受賞しており、20世紀の最も著名な古代史家の一人に数えられる。

## 経歴
オックスフォード大学のトリニティ・カレッジとオール・ソウルズ・カレッジで指導を受け、古代史と哲学を学ぶ。
1958年卒業、1962年に博士号を取得。以後、ユニヴァーシティ・カレッジ・ロンドンの古代史教授を経て、1984年オックスフォードの古代史教授に就任。ブレーズノーズ・カレッジ (オックスフォード大学)フェロー。2002年まで、オックスフォード大学キャムデン記念古代史教授の地位にあった。
また、1975年から1979年までローマ学会誌の編集者をしており、1992年から1993年まで英国古典学会の学会長となり、1976年研究員に選ばれて以来、英国アカデミーの様々な役職に就いている。そして、古代ローマとギリシア史の権威であり、その評価にはオックスフォードとヘルシンキの名誉学位が含まれ、また海外の学会の会員にも選出されている。

## 業績
彼の最初の著書は『ディオ・カッシウスの研究』であり、これによって学問的名声を築き、著書『近東ローマ』では、アジアではローマ文化は栄えなかったとする既成の歴史観を一新した。
帝政ローマ時代の主に近東の属州、ローマ皇帝の研究だけに留まらず、共和政ローマのノビリタス（貴族）支配を説明したマティアス・ゲルツァーらのパトロネジ論を批判し、民会における市民の自由意志を従来説よりも認め、共和政ローマは寡頭政ではなく民主政であったとする説をThe Crowd in Rome in the Late Republic（共和政後期のローマの群衆）（1998年）で発表した。他にはThe Roman Republic in Political Thought（政治思想としてのローマ共和政）（2002年）などが挙げられる。
2010年には、女王陛下誕生記念日に騎士に叙せられた。

## 参考資料
- “Sir Fergus Millar obituary” (英語). The Guardian. (2019年7月30日) 2021年12月14日閲覧。
- Tim J. Cornell (2020年11月13日). “PROFESSOR SIR FERGUS MILLAR 1935–2019” (英語). doi:10.1017/S0075435820001410. 2021年12月14日閲覧。
- 井上文則（訳）「<研究ノート>システムとしてのローマ帝国」『史林』第83巻第3号、史学研究会、2000年、499-517頁、doi:10.14989/shirin_83_499。
- 藤井崇「書評 Fergus Millar, The Roman Republic in Political Thought」『西洋古代史研究』第4巻、京都大学大学院文学研究科、2004年、61-67頁。